# Міхалінув (Сілезьке воєводство)
Міхалінув (пол. Michalinów) — село в Польщі, у гміні Пшистайнь Клобуцького повіту Сілезького воєводства.
У 1975-1998 роках село належало до Ченстоховського воєводства.